# Аделхайд фон Хесен
Вижте пояснителната страница за други личности с името Аделхайд фон Хесен.
Аделхайд фон Хесен (на немски: Adelheid von Hessen; на полски: Adelajda Heska; * 1324; † 1371) е хесенска принцеса от род Регинариди и чрез женитба с Кажимеж III Велики от 1341 до 1368 г. кралица на Обединено кралство Полша.

## Произход
Дъщеря е на херцог Хайнрих II (1302 – 1376), ландграф на Хесен, и на Елизабет от Тюрингия (1306 – 1368), дъщеря на маркграф Фридрих I от Майсен, които се разделят през 1339 г. По-малка сестра е на Ото II († 1366).

## Кралица на Полша
Аделхайд се омъжва на 29 септември 1341 г. за полския крал Казимир III († 1370) от род Пясти, две години след смъртта на първата му съпруга Алдона Анна от Литва († 26 май 1339). Кралят е известен с любовните си връзки, те се отчуждяват и нямат деца. Аделхайд живее повечето време в дворец Żarnowiec (днес в Заверченски окръг).
През 1356 г. кралят се жени за бохемската си любовница Кристина Рокицзана и има с нея няколко сина. Аделхайд бяга в Хесен, в родината на нейните родители. През 1364 г. кралят анулира брака си с Кристина, а през 1368 г. и брака с кралица Аделхайд. След една година той се жени за Ядвига от Заган.
Аделхайд умира през 1371 г. в родния Хесен и е погребана в манастира Ахнаберг в Касел.